# Шамарята
Шамарята — деревня в Кишертском районе Пермского края. Входит в Осинцевское сельское поселение.

## География
Деревня на р. Лёк, правом притоке р. Сылва. Расположена в 5 км от села Осинцева.

## Население
| 2000 | 2004 | 2008 | 2010 | 2011 | 2012 | 2013 |
| ---- | ---- | ---- | ---- | ---- | ---- | ---- |
| 0    | →0   | ↗2   | ↘1   | →1   | ↗2   | →2   |
| 2015 | 2016 |      |      |      |      |      |
| ↘1   | →1   |      |      |      |      |      |

## Инфраструктура
В деревне объектов инфраструктуры нет.

## Транспорт
Автобусный маршрут «Пашёво-Кишерть».